# Lijst van voetbalinterlands Australië - Cookeilanden
Deze lijst van voetbalinterlands is een overzicht van alle officiële voetbalwedstrijden tussen de nationale teams van Australië en de Cookeilanden. De landen speelden tot op heden twee keer tegen elkaar, te beginnen met een groepswedstrijd tijdens de OFC Nations Cup 1998 op 28 september 1998 in Brisbane. Het laatste duel, een groepswedstrijd tijdens de OFC Nations Cup 2000, vond plaats in Papeete (Tahiti) op 19 juni 2000.

## Wedstrijden
| № | Plaats   | Datum             | Competitie           | Wedstrijd                | Uitslag |
| - | -------- | ----------------- | -------------------- | ------------------------ | ------- |
| 1 | Brisbane | 28 september 1998 | OFC Nations Cup 1998 | Australië – Cookeilanden | 16 – 0  |
| 2 | Papeete  | 19 juni 2000      | OFC Nations Cup 2000 | Australië – Cookeilanden | 17 – 0  |

## Samenvatting
| Competitie      | Totaal gespeeld | Winst Australië | Gelijk | Winst Cookeilanden | Doelsaldo Australië – Cookeilanden |
| --------------- | --------------- | --------------- | ------ | ------------------ | ---------------------------------- |
| OFC Nations Cup | 2               | 2               | 0      | 0                  | 33 − 0                             |
| Totaal          | 2               | 2               | 0      | 0                  | 33 − 0                             |

Wedstrijden bepaald door strafschoppen worden, in lijn met de FIFA, als een gelijkspel gerekend.